# خوذة الطيران

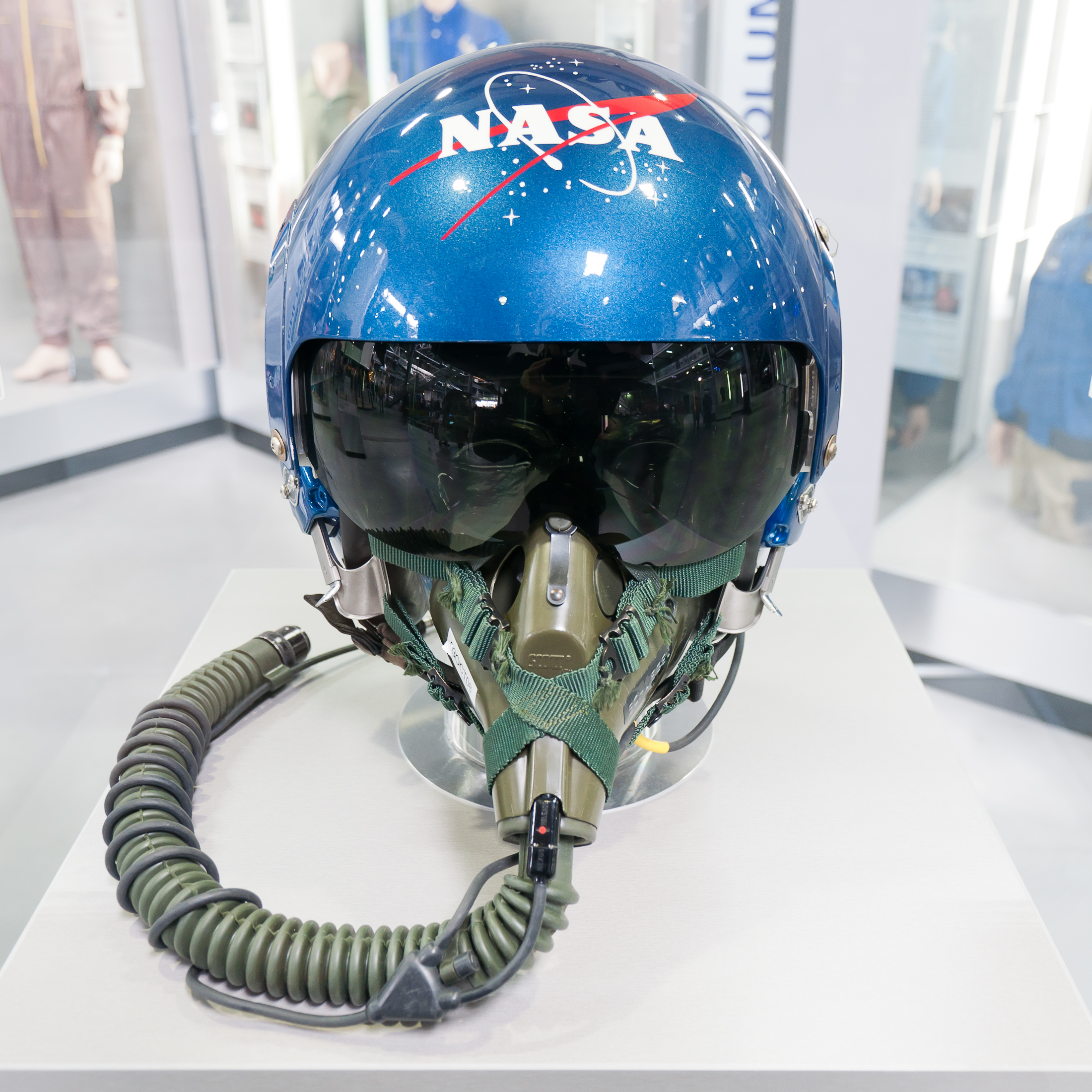
خوذة ناسا لطائرة نورثروب T-38 تالون

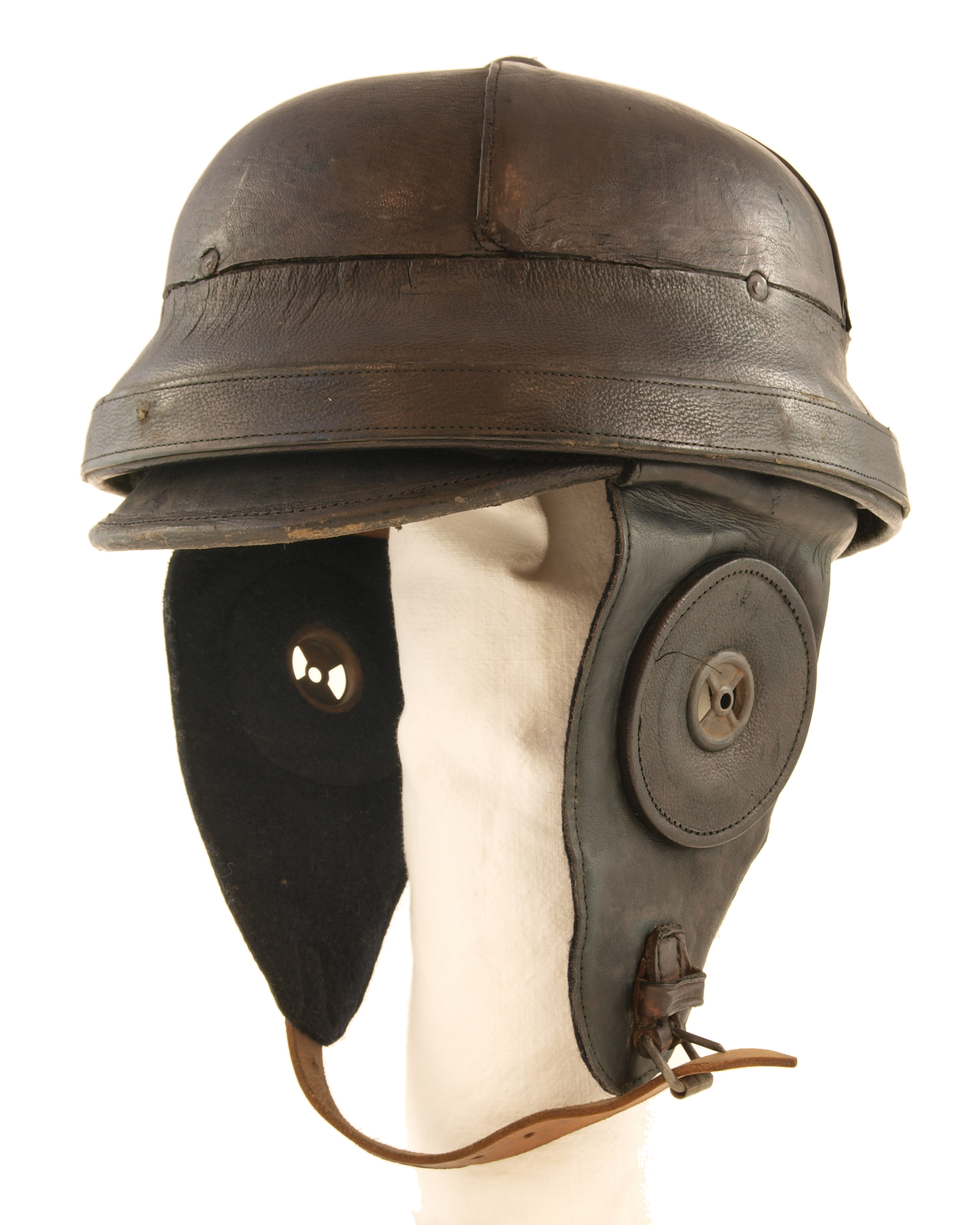
خوذة طيران ألمانية مصنوعة من الجلد من الحرب العالمية الأولى

خوذة الطيران هي نوع خاص من الخوذات التي يرتديها طاقم الطائرة العسكري بشكل أساسي.
إن خوذة الطيران توفر: 
- الحماية ضد الصدمات لخفض احتمالية إصابة الرأس (على سبيل المثال في حالة الهبوط المظلي) والحماية من انفجار الرياح (على سبيل المثال في حالة الطرد).
- حاجب لحماية العين من أشعة الشمس والفلاش وأشعة الليزر.
- توهين الضوضاء وسماعات الرأس وميكروفون (إلا عندما يكون مدرجًا في قناع).
- شاشة مُثبَّتة على الخوذة، موطئ لنظارات الرؤية الليلية و/أو نظام تتبع الخوذة (حتى تعرف الطائرة أين ينظر الطيار).

قد يأخذ تصميم خوذة الطيران في الاعتبار أيضًا: 
- الراحة - بما في ذلك الوزن ومركز الثقل وتوفير التبريد والتهوية.
- التوافق مع قناع الأكسجين (للطيران على ارتفاعات عالية وللحماية ضد الملوثات الإشعاعية والحيوية والكيميائية).

## تاريخ خوذات الطيران
في الأيام الأولى للطيران، اعتمد الطيارون الخوذات الجلدية المستخدمة في سباقات السيارات كوقاية للرأس. خلال الحرب العالمية الأولى، أضاف المهندسون البريطانيون بقيادة تشارلز إدمون برنس سماعات أذن (تسمى الآن سماعات رأس) وميكروفون حلق لصنع أنظمة اتصالات «بدون استخدام اليدين» لخوذات الطيران - وسميت وقتها ب«هواتف الطائرات». وقد وجدت المجموعة خلال سلسلة من التجارب مع مختلف الميكروفونات امتدت لأكثر من ثلاثة أعوام أن ميكروفون الحلق المضاف داخل خوذة الطيران أسهل للاستخدام في قمرة قيادة الطائرة من بديله السابق لعدم تأثره الشديد بالضوضاء والاهتزازات.
تم تطوير التصميم الأولي لخوذات الطيران الجلدية الأولى خلال ثلاثينيات القرن الماضي لتصبح من النوع B الأيقوني التي مكن من الربط الخارجي لسماعات الأذن اللاسلكية وأقنعة الأكسجين والنظارات الواقية القابلة للإزالة لحماية عيون الطيارين من العوامل الجوية.   يمكن العثور على وصف تفصيلي للخوذة النموذجية من النوع B على الموقع الإلكتروني لمتحف الحرب الإمبراطوري (لندن، إنجلترا). إنها مصنوعة من ستة ألواح عمودية تلتقي في لوحة تلال مركزية تمتد من الأمام إلى الخلف. توجد لوحة أفقية مستطيلة تمتد عبر الجبهة وتحتوي على أغلفة بيضاوية من الجلد المبطن عند الأذنين. حزام الذقن، المصنوع أيضًا من الجلد، مُخيط على الجانب الأيمن ومُربط بحزام صغير على اليسار. جلد الخوذة البني مُبطن بالشامواه المصفر ويمتد على شكل مستطيل من مادة بنية اللون مُخيط في الجزء الداخلي من الجبهة.

بحلول الحرب العالمية الثانية، أصبح قناع الأكسجين المحسن شائعًا حيث كانت الطائرات تحلق على ارتفاع أعلى حيث يتطلب الهواء الرقيق إمدادات هواء قابلة للتنفس للطيارين والطاقم. بعد الحرب العالمية الثانية ومع الحرب الكورية، تم استبدال غطاء الرأس المصنوع من الجلد تدريجيًا بخوذة صلبة ضرورية لحماية الرأس أثناء الإنقاذ (ولاحقًا مع الطرد بسرعة عالية). أيضًا، تم استبدال النظارات الواقية بغطاء تم دمجه مع الخوذة وتلوينه للحماية من أشعة الشمس. عادة ما تتضمن أغطية الرأس الحالية (التي ظهرت بعد حرب فيتنام) معدات اتصالات (سماعات الرأس والميكروفونات) للسماح للطيارين بالتواصل مع العمليات الأرضية وطاقمهم.

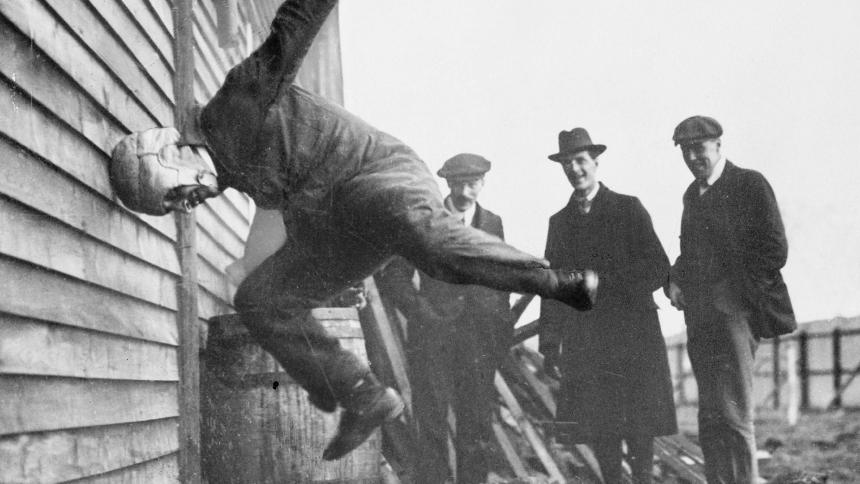
استعراض لخوذة وارن للسلامة، 1912
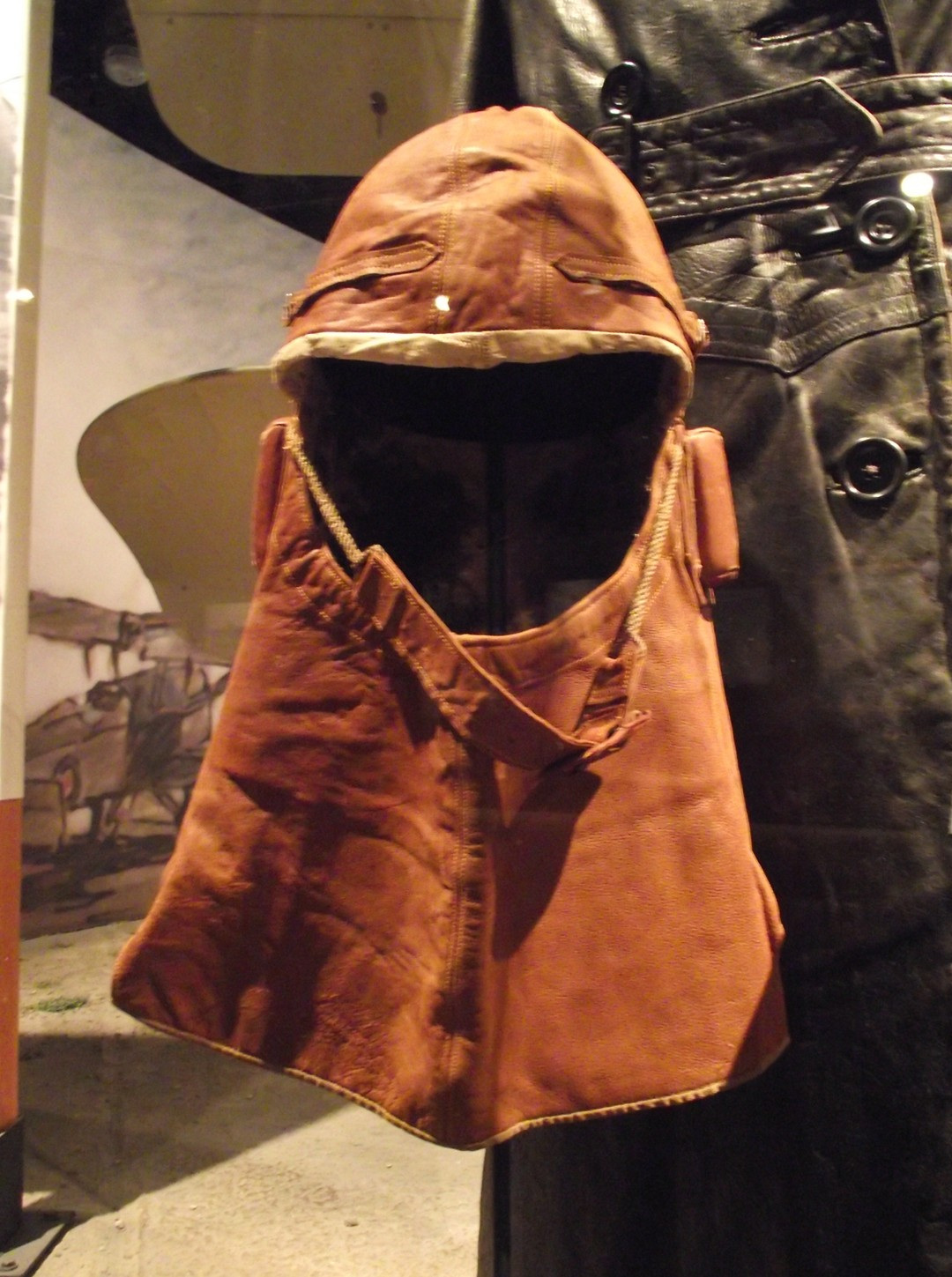
خوذة طيران بريطانية مصنوعة من الجلد من عام 1918
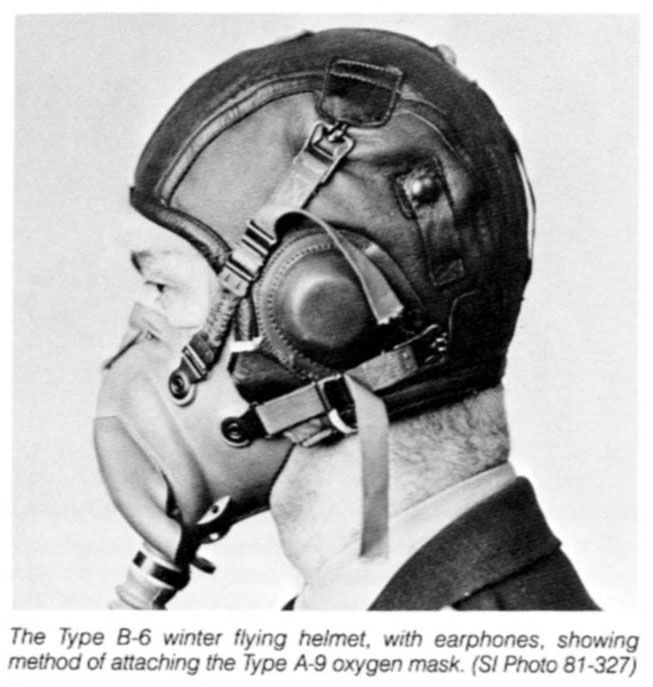
خوذة طيران شتوية من نوع B-6 مع قناع أكسجين نوع A-9، معدات عتيقة من الحرب العالمية الثانية
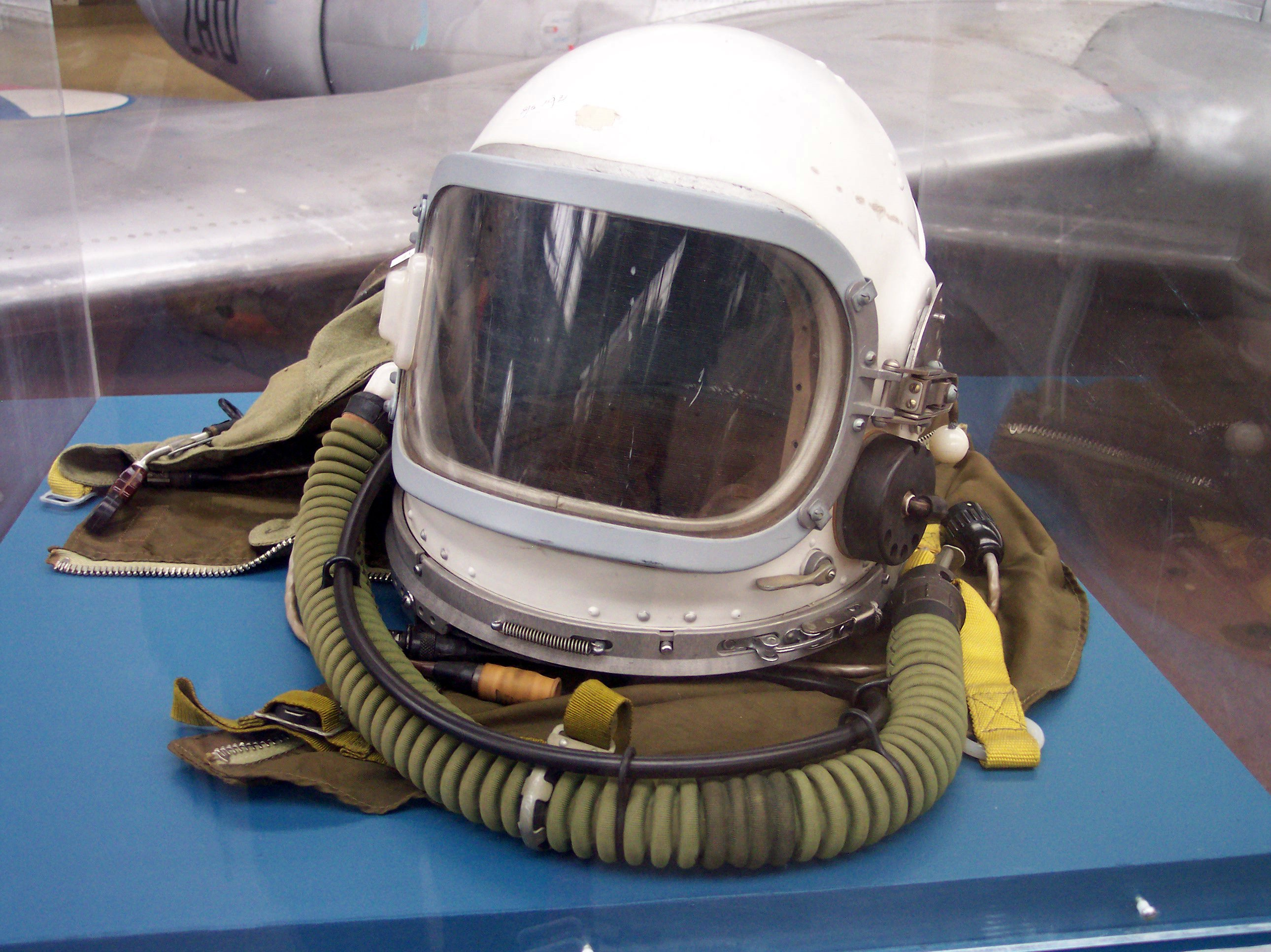
خوذة طيران نوع MiG-25 من الثمانينيات
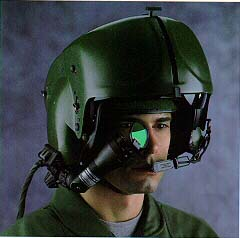
خوذة طيران معاصرة لطائرات الأباتشي للجيش الأمريكي
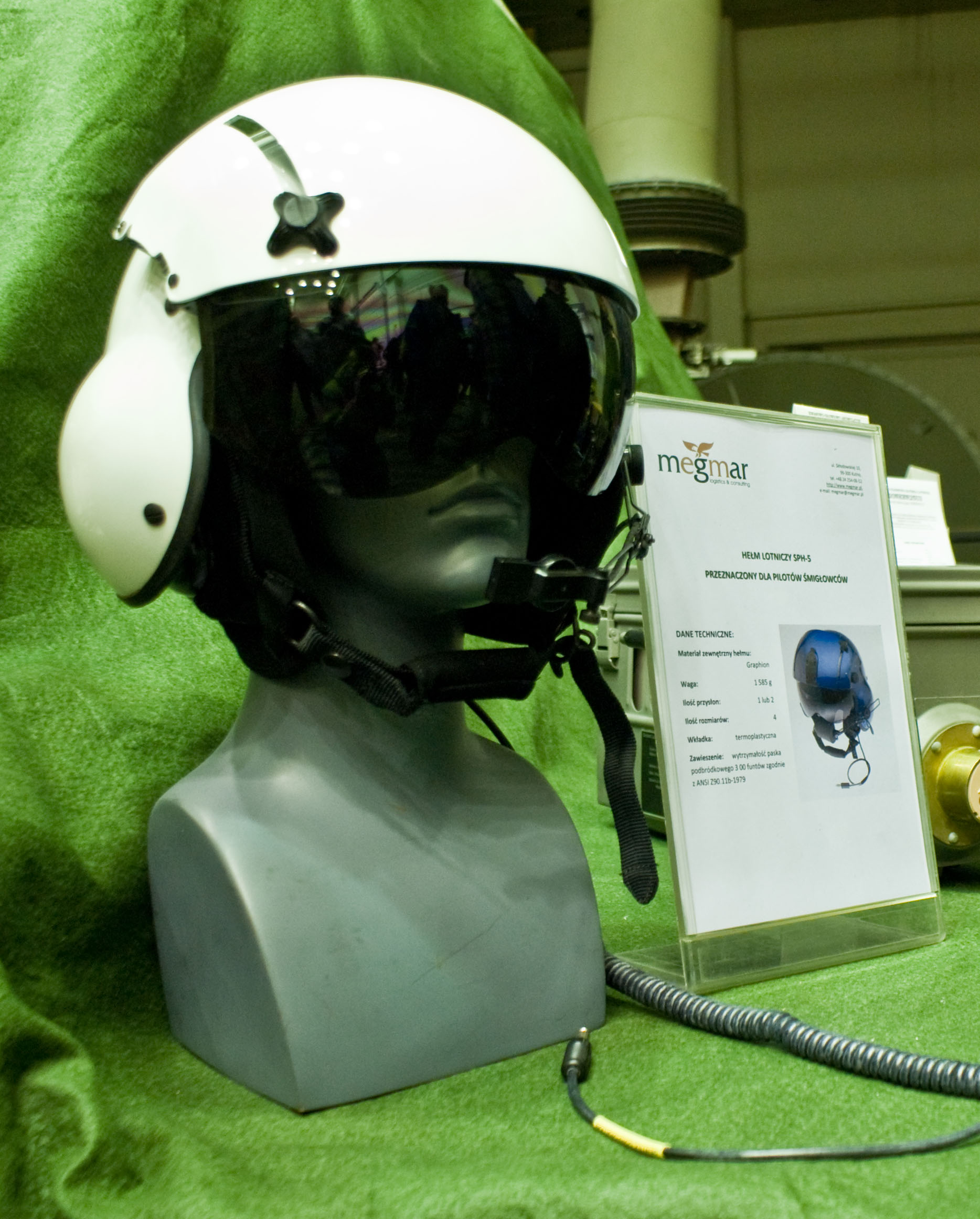
خوذة من نوع Gentex SPH-5 للطائرات العامودية